# 캘리그래피

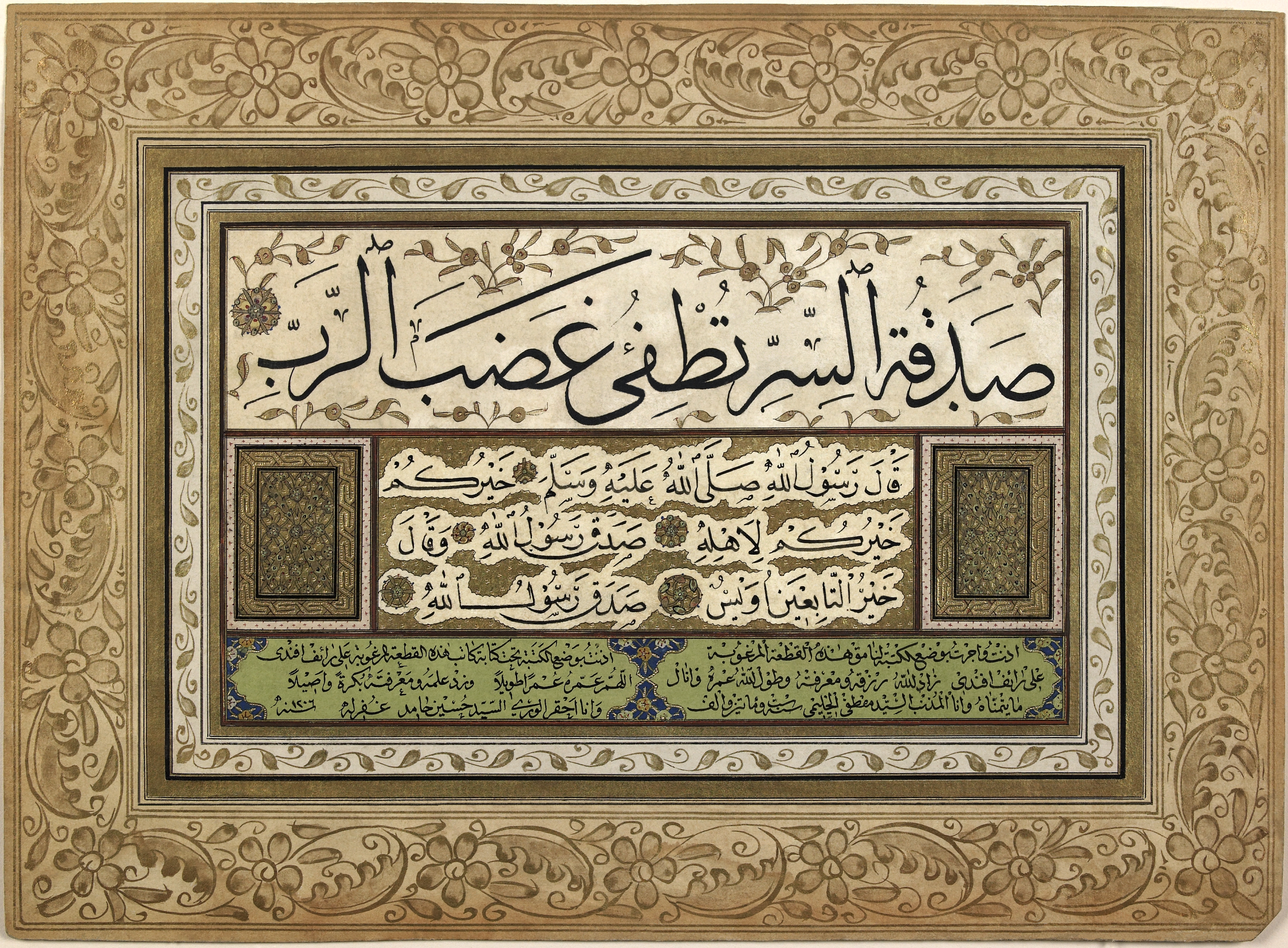
아랍의 캘리그래피

캘리그래피(영어: calligraphy, 그리스어: κάλλος kallos '아름다움' + 그리스어: γραφή graphẽ '쓰기', 순화어: 멋글씨)는 손으로 그린 그림 문자라는 뜻으로 글씨를 아름답게 쓰는 기술을 뜻한다. 고유명사로 사용할 경우에 한하여 "캘리그라피"("~그라피"는 "~그래피"의 일본식 한글표기)로 표기하기도 한다.

## 특징
아날로그적 느낌과, 밋밋한 글자들이 가지고 있는 평범함을 넘어선 독특하고 창조적인 표현을 할 수 있는 필기체 모양이다. 누구나 쉽게 글모양을 창조할 수 있다는 매력이 있다. 요즘 감성디자인을 이용한 마케팅이 주목받는 만큼, 캘리그래피 또한 인간의 다양한 감성을 인간적이고 따뜻하게 감각적으로 표현해 낼 수 있다. 최근 글모양과 메시지에 주변을 장식하는 삽화를 곁들이는 경우가 많아지고 있는데, 이에 대하여 문인화의 시.서.화를 차용하여 현대적으로 해석하려는 추세로 보는 시각과 함께 캘리그래피의 키치화를 우려하는 시각도 있다.

## 역사
서양의 캘리그래피는 14~16세기 북부 이탈리아의 서풍을 이어받아 시작했다. 이것을 부흥시킨 사람은 영국의 에드워드 존스턴(Edward Johnston)이고 캘리그래피라는 용어를 처음으로 사용한 사람은 기욤 아뽈리네르이다.
대한민국에서는 산업시대 초기에 영어의 캘리그래피(calligraphy)를 서예에 대응하는 용어로 도입하여 사용하였다.
그러나 21세기 이후부터는 서예적 기법에 디자인을 더한 것을 캘리그래피라고 부르기 시작하면서 서예와 구분하여 사용되었고,
1998년에는 11월 10일 국내 최초의 캘리그래피 전문회사 필 디자인이 설립되었다.(이후 필 디자인은 필묵으로 회사명을 변경했다. 설립자는 김종건이다.)
2001년 필묵에서 캘리그래피 전문 교육을 실시하면서, 많은 사람들이 업무에 적용하기 위해 배웠다.
그리고 책표지, 라면 패키지, 소주패키지, 영화 타이틀 등에 도입되어 대중의 인기를 끌면서 하나의 시각표현 전문분야로 자리잡았다.
2008년 캘리그래퍼 김종건, 이규복, 이상현, 강병인 등이 모여 한국캘리그라피디자인협회를 창립했다. 캘리그래피가 대중예술로 확장하기 시작한것은 부산에서 창립된 사단법인 한국캘리그라피디자인센터에서 2010년 국내 처음 시행한 민간자격증의 영향이 컸다. 그전에는 디자인을 중요시한 일부 서예가들이나 시각디자이너들만이 관심을 가졌던 분야였지만 민간자격증 제도를 시행한 이후부터 대중예술로 일반시민들도 관심을 가지기 시작하였다. 그 이후 자격증 취득자들 중심으로 
2011년부터는 캘리그래피 학원이나 개인 교습소가 많아지고, 문화센터 등에서도 캘리그래피 교육이 보급되었다.
캘리그래피의 수요가 많아지며 문구점 등에서 일본의 붓펜과 캘리그래피 용구들을 많이 들여왔다.
또한 비 전문가이긴 하지만, 비교적 단시간에 체득한 나름의 기법을 정리하여 다양한 캘리그래피 서적이 발행되기 시작하여 일반인들도 쉽게 학습할 수 있는 지금의 동호인 층과 시장성을 가지게 되었다.
이와 더불어 소셜미디어의 등장으로 누구나 자신의 작품을 공유할 수 있게 되면서 폭발적으로 대중화되었다.
다만, 이러닝 등 교육강사 시장의 과포화 상황에서 관련 이론적 배경이나 용어, 소재, 용구, 시각예술관련 기초 이론 등이 개인(별)화되어있어서 오류가 많으므로, 교육과 학습컨텐츠관련 표준교육과정과 루브릭의 명시화가 시급한 상황이다.
국내 컴퓨터용 한글서체의 다양성에 미치는 긍정적 영향과 더불어, 볼펜의 도입에 의한 대중의 필기체 악화와 같은 사회적 현상과도 연관성을 가질 수 있다는 견해도 있다.

## 범위
넓은 의미의 캘리그래피는 펜 또는 브러시, 나아가서는 새로운 도구에 의한 육필문자 및 그 기술을 가리킨다. 또한 해서, 행서, 초서 모두를 포함하며, 나아가 고전적 서풍에서 창작, 전위적 서풍까지를 모두 포괄한다. 최근들어, 교사 및 교육전문직 대상 원격교육연수원 등에서 캘리그래피 주제의 연수과정이 인기를 끌고 있으나, 반제품공예품 제작의 일부로 곁들여지는 등 예술적 위치를 점차 상실하면서 위 특징에서 언급한 키치화가 속도를 내고 있다.

## 캘리그래피 요소
- 가독성: 글자가 정확히 보이고, 문장의 내용과 의미를 쉽게 알 수 있어야 한다.
- 주목성: 시선이 중심 의미와 호응하여 집중할 수 있도록 각 문자와 문장은 공간 안에서 미적 구성의 차이가 있어야 한다.
- 율동성: 문자는 유연함과 리듬감을 포함해야 한다. 서양의 타이포그래피와 같이 일정한 규칙을 가지는 글씨가 아닌, 동양적 손글씨는 자유분방함이 장점이다.
- 조형성: 문자는 기본적으로 획을 이루는 선과 문자의 틀이 가지는 다양성에 의해 조형성을 가진다.
- 독창성: 작가에 따라 고유하고 다양한 필체가 보여주는 느낌은 동일하지 않으며, 지문과 같은 고유성을 가진다.

## 현대적 캘리그래피
캘리그래피가 서예에서 출발한 만큼, 문자의 함축적 의미와 미적인 효과는 시선을 집중하는 매력을 가지고 있으므로, 많은 광고제작자들이 주목하는 부분이다. 또한, 상형문자처럼 기표와 기의가 상호 강조되어 대상의 상징성을 함축적으로 표현할 수 있는 장점도 가진다. 문자를 소재로 하는 공예나 산업분야와 협업하면서 그 영역의 다양성이 차츰 넓어지고 있으나, 필체와 문장이 가지는 고유의 예술성 측면은 도리어 약화되고 있다. 

## 관련 분야
- 디자인
- 손글씨
- POP
- 시각 디자인
- 광고 디자인
- 패션 디자인
- 패키지 디자인
- 서예

## 같이 보기
- 오토그래프
- 캘리그램
- 타이포그래피
- 서예
- 서체
- 필적